# ホット・バタード・ラム
ホット・バタード・ラム（英語: hot buttered rum）とは、ラムを素とするカクテルである。バターを入れるホットドリンクとして知られている。

## 歴史
イギリスでは古くから飲まれてきたカクテル。

## 標準的なレシピ
- ダーク・ラム - 45ml
- 無塩バター - 10g
- 角砂糖 - 1個
- 熱湯 - 適量

### 作り方
1. 角砂糖、ラム、熱湯、バターの順に暖めたグラス（ホルダー付き、耐熱ガラス製）に入れる。
2. 混ぜて完成。

### 備考
- 好みで少量の丁子を浮かべる場合もある。また、レモンを入れても良い。
- 通常のダーク・ラムをゴールド・ラムとホワイト・ラムに変え、それぞれ30ml、15mlなどとしても良い。
- 混ぜるときに、通常のマドラーやスプーンなどではなく、シナモンスティックを使うと、違った風味を楽しめる。